# ウィリアムズ・FW27
ウィリアムズFW27 (Williams FW27) は、ウィリアムズが2005年のF1世界選手権参戦用に開発したフォーミュラ1カーで、サム・マイケルとロイック・ビゴワが設計した。2005年の開幕戦から最終戦まで実戦投入された。

## FW27
デザイン部門の顔であったパトリック・ヘッドがテクニカルディレクターを辞し、後任のサム・マイケルがFW27開発の責任者となった。
エアロダイナミクス面ではFW26の後期型を踏襲しているが、フロントノーズはより高く薄くなっているほか、サイドポンツーンもこれまでのマシンの中では最小といわれるほど小型化を果たした。その代償で排熱が厳しくなったため、かなり大き目のチムニーダクトが装着された。そのチムニーの後にはウイングレットが装着されている。
リヤサスペンションはFW26を踏襲しているが、フロントサスペンションが特徴的なツインキールからFW25までと同様のシングルキール方式に戻された。
当初、BMWは2005年用のエンジンとしてP85を開発していたが、2004年の途中で発表された「2グランプリ1エンジン」規則に対応できないことがわかり、FW26で使用されたP84をベースにP85のパーツを使用し、耐久性をもたせたP84/5を開発した。
開幕戦から大量の新規パーツを投入。第2戦でバージボードを装着。また、第3戦ではエンジンカウルが新型化された。第10戦でサイドポンツーンがモディファイされ、第14戦から新型フロントウイングが投入された。終盤の第18戦には、ルノー R25で実戦投入された2段式のフロントウイングも使用された。

## 2005年シーズン
ドライバーは2名とも交代し、新たにマーク・ウェバーとニック・ハイドフェルドが加入した。
第2戦でハイドフェルドが3位を、第6戦モナコGPで2-3フィニッシュ。第7戦ではハイドフェルドが初ポールポジションから2位表彰台を獲得。このシーズンはこの4回しか表彰台に上ることができず、コンストラクターズランキングも5位に落ちた。
ハイドフェルドは、第14戦終了後のイタリアモンツァ合同テスト時のクラッシュでイタリアGPとベルギーGPの欠場を発表。その後のブラジルGPからの復帰を目指したトレーニング中に再度負傷してしまい、結局2005年シーズンは復帰できなかった。この間の代役はテストドライバーのアントニオ・ピッツォニアが務めた。
シーズン途中でBMWがザウバーを買収して2006年からBMWザウバーとして参戦することを決定。マシンの開発も滞り気味となってしまった。

## スペック

### シャーシ
- シャーシ名 FW27
- 前トレッド 許容最大値
- 後トレッド 許容最大値
- クラッチ AP
- ブレーキキャリパー AP

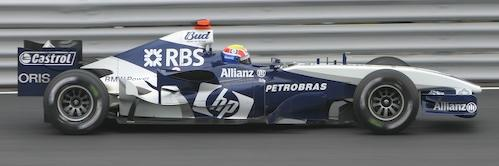
2005年カナダGPでマーク・ウェバーがドライブするFW27

- ブレーキディスク・パッド カーボンインダストリー
- ホイール O・Z
- タイヤ ミシュラン
- ギヤボックス 7速セミオートマチック/アルミニウム製ケーシング

### エンジン

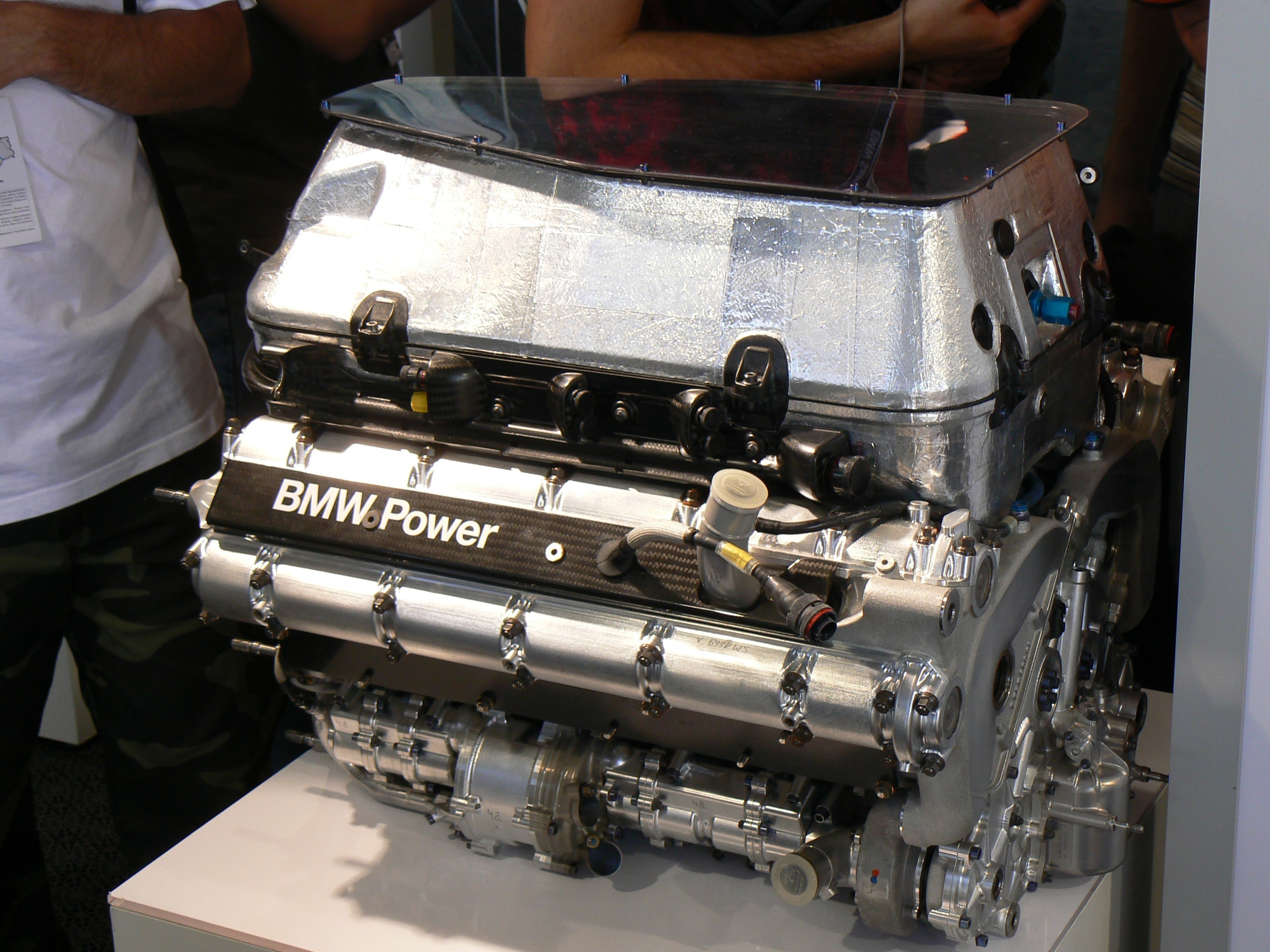
BMW P84/5

- エンジン名 BMW P84/5
- 気筒数・角度 V型10気筒・90度
- 排気量 2,998cc
- バルブ 4バルブ/ニューマチック式
- エンジンブロック アルミニウム製
- シリンダーヘッド アルミニウム製
- クランクシャフト スチール製
- スパークプラグ NGK
- オイルシステム ドライサンプ
- 燃料 ペトロブラス
- 潤滑油 カストロール
- イグニッション BMW
- インジェクション BMW

## 記録
| 年   | No. | ドライバー     | 1   | 2   | 3   | 4   | 5   | 6   | 7   | 8   | 9   | 10  | 11  | 12  | 13  | 14  | 15  | 16  | 17  | 18  | 19  | ポイント | ランキング |
| 年   | No. | ドライバー     | AUS | MAL | BHR | SMR | ESP | MON | EUR | CAN | USA | FRA | GBR | GER | HUN | TUR | ITA | BEL | BRA | JPN | CHN | ポイント | ランキング |
| ---- | --- | -------------- | --- | --- | --- | --- | --- | --- | --- | --- | --- | --- | --- | --- | --- | --- | --- | --- | --- | --- | --- | -------- | ---------- |
| 2005 | 7   | ウェバー       | 5   | Ret | 6   | 7   | 6   | 3   | Ret | 5   | DNS | 12  | 11  | NC  | 7   | Ret | 14  | 4   | NC  | 4   | 7   | 66       | 5位        |
| 2005 | 8   | ハイドフェルド | Ret | 3   | Ret | 6   | 10  | 2   | 2   | Ret | DNS | 14  | 12  | 11  | 6   | Ret | INJ | INJ | INJ | INJ | INJ | 66       | 5位        |
| 2005 | 8   | ピッツォニア   |     |     |     |     |     |     |     |     |     |     |     |     |     |     | 7   | 15  | Ret | Ret | 13  | 66       | 5位        |

- 太字はポールポジション、斜字はファステストラップ、DNSは出走せず、INJは負傷欠場、NCは周回数不足。(key)

## 2005年-2006年シーズンオフ
2006年は新たにコスワースのCA2006エンジンを搭載することが決まっていたため、FW28が完成するまでの間にFW28用のエンジンとギヤボックスを搭載したFW27Cが製作され、テストで使用された。カラーリングはフランク・ウィリアムズがピアス・カレッジと共にF1に参戦をした1969年当時のカラーリングをモチーフにしたものに変更された。